# Alosimus cirtanus
Alosimus cirtanus is een keversoort uit de familie van oliekevers (Meloidae). De wetenschappelijke naam van de soort is voor het eerst geldig gepubliceerd in 1847 door Lucas.